# Shūhei Kawata
Shūhei Kawata (japanisch 川田 修平 Kawata Shūhei; * 5. April 1994 in der Fukaya) ist ein japanischer Fußballspieler.

## Karriere
Kawata erlernte das Fußballspielen in der Jugendmannschaft von Omiya Ardija. Seinen ersten Vertrag unterschrieb er 2013 bei seinem Jugendverein Omiya Ardija. Der Verein spielte in der höchsten Liga des Landes, der J1 League. Am Ende der Saison 2014 stieg der Verein in die zweite Liga ab. 2016 wechselte er nach Utsunomiya zum Drittligisten Tochigi SC. 2018 wurde er an den Ligakonkurrenten Fujieda MYFC ausgeliehen. Im August 2018 kehrte er zum Tochigi SC zurück. Am Ende der Saison 2024 belegte er mit Tochigi den 18. Tabellenplatz und musste somit in die dritte Liga absteigen.